# Christa Jahr
Christa Jahr (* 8. August 1941 in Quedlinburg) ist eine deutsche Illustratorin und Grafikerin.

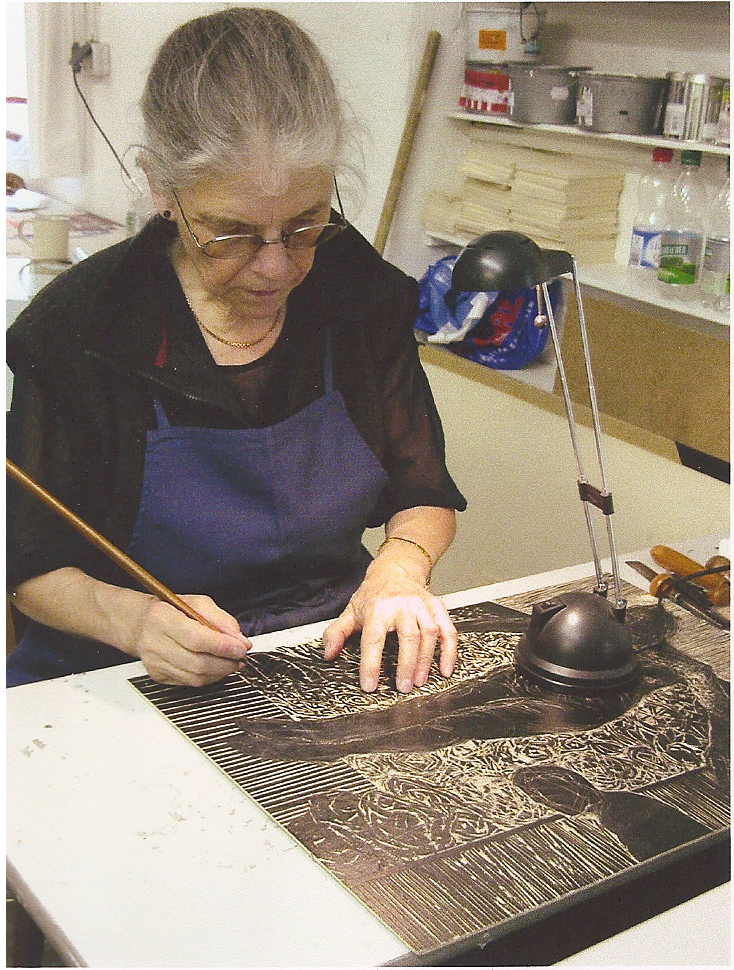
Christa Jahr bei der Arbeit an einem Holzschnitt

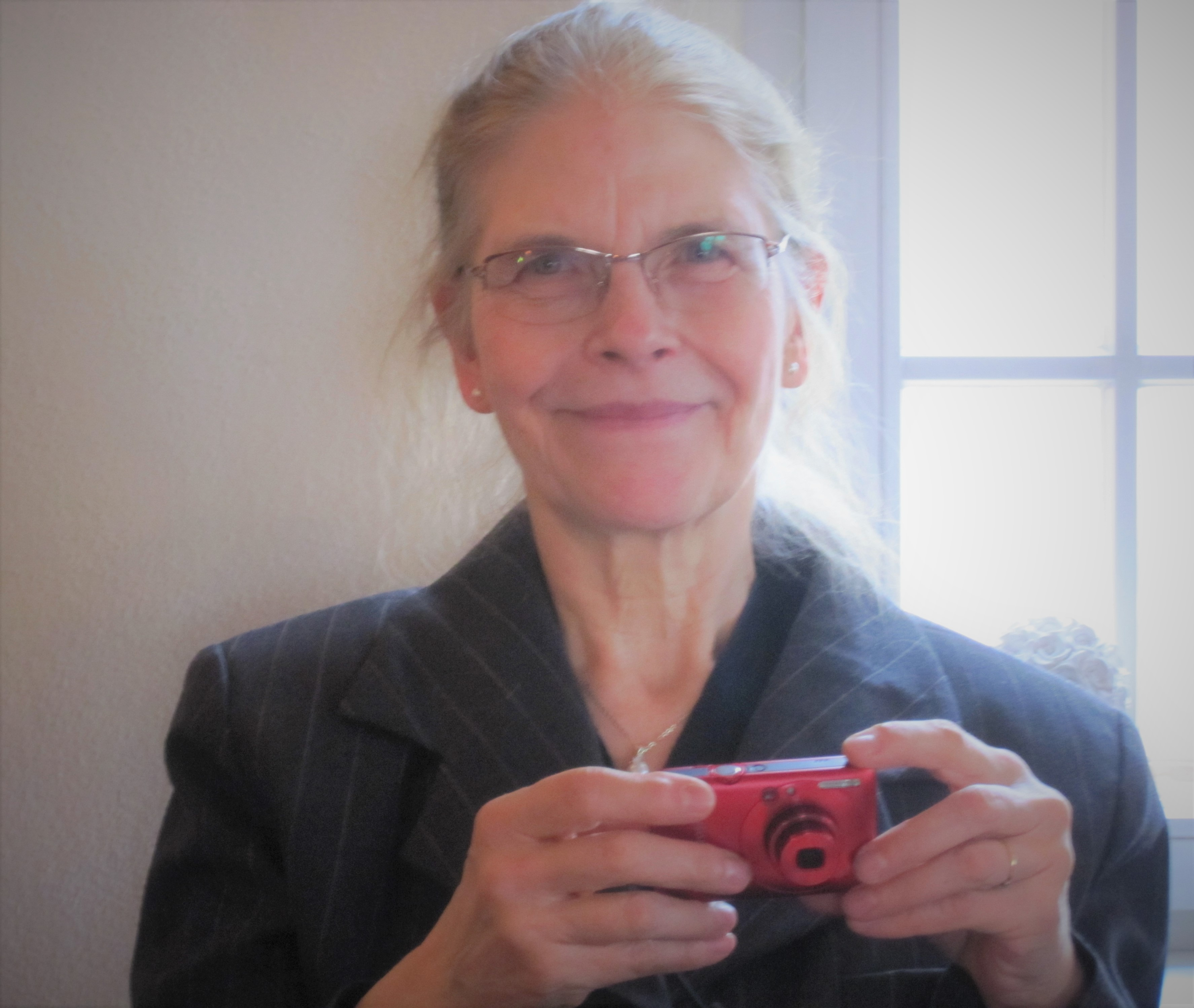
Christa Jahr bei der Ausstellungseröffnung im Schloss Bernburg anlässlich des 100. Geburtstages ihres Zeichenlehrers und Kunsterziehers Karl Görner (2011)

## Leben
Nach dem Abitur 1959 an der Oberschule in Bernburg (Saale) (heute Gymnasium Carolinum Bernburg) studierte Christa Jahr an der Fachschule für Bibliothekare (Deutsche Bücherei in Leipzig) und legte 1962 das Staatsexamen ab. Sie arbeitete von 1962 bis 1968 als Bibliothekarin in Bernburg und Leipzig.
Von 1968 bis 1973 studierte sie an der traditionsreichen Hochschule für Grafik und Buchkunst (HGB) Leipzig bei Werner Tübke, Hans Mayer-Foreyt, Wolfgang Mattheuer, Rolf Kuhrt und Karl-Georg Hirsch. Ihre Diplomarbeit von 1973 ist in die Buchpublikation Ei der tausend zu Geschichten aus Des Knaben Wunderhorn eingeflossen und wurde 1974 ausgezeichnet im Rahmen Schönste Bücher der DDR. Es folgten sechs weitere Auszeichnungen in diesem Rahmen.
Seit 1973 arbeitet sie als freischaffende Künstlerin in Leipzig. Ab 1974 bis 1990 war sie Mitglied im Verband Bildender Künstler der DDR und ab 1990 bis 1998 im Bund Bildender Künstler Leipzig (BBKL). Im Zeitraum 1986–2007 entstanden auch plastische und bildkeramische Arbeiten. Von 1987 bis 1990 lehrte Christa Jahr an der HGB Leipzig in der Abendakademie. Sie lebt und arbeitet in Leipzig.
Teile ihres Werkes sind als Vorlass im Deutschen Buch- und Schriftmuseum der Deutschen Nationalbibliothek in Leipzig zugänglich.

## Werke (Auswahl)

### Holzschnitte (Auswahl)
- 1978 Gärten und Zäune
- 1980 Gleich
- 1991 Mit-ein-ander
- 2004 Verschlossen sind die Kreise meiner Zeit (Farbholzschnitt und Materialdruck)
- 2007 Hexe (Holzschnitt und Linolschnitt)

### Holzstiche (Auswahl)
- 1974 Grafikmappe: 10 Blätter zu Juni Olescha Neid, Grafikmappe
- 1974 Blätter zu Robert Schumann Kinderszenen
- 1985 Trugbild
- 1976/2000 in 7 Leipziger Bilderbogen
- 2001 Die wunderbare Kunst einer Katze (3 Piacrylstiche), Leipziger Grafikbörse

### Buchillustrationen (Auswahl)
- 1978 Isolde Gardos (Auswahl und Vorwort): Wie der Vogel – so das Lied. Sorbische Sprichwörter. (Domowina-Verlag, Bautzen;  1978 Auszeichnung im Wettbewerb Schönste Bücher der DDR)

- 1978 E.T.A. Hoffmann Klein-Zaches (Insel Verlag Leipzig, Insel-Bücherei),Holzstiche
- 1983 Johann Wolfgang Goethe Hundert Gedichte (Verlag Neues Leben Berlin), Holzstiche
- 1984 Kafka Erzählungen (Verlag Der Morgen Berlin), Piacryl-Stiche
- 1984 Ein Prager Sherlock Holmes. Tschechische Humoresken (Verlag der Nation, Berlin)
- 1985 Bergmannssagen aus dem sächsischen Erzgebirge (Deutscher Verlag für Grundstoffindustrie, Leipzig), Holzstiche
- 1987 Gogol Die Kalesche und andere Erzählungen (Eulenspiegel-Verlag), Schabblätter
- 1984 Ein Prager Sherlock Holmes (Verlag der Nation Berlin), Schabblätter
- 1978 Isolde Gardos Wie der Vogel - so das Lied (Domowina-Verlag Bautzen)
- 1980 Eine fremde Frau und der Ehemann unterm Bett. Russische satirische Erzählungen. (Eulenspiegel-Verlag)
- 1984 Franz Kafka Die Verwandlung und andere Tiergeschichten (Buchverlag der Morgen, Berlin), Holzstiche

### Schabblätter (Auswahl)
- 1989 10 Blätter zu Hoffmann von Fallersleben: Unpolitische Lieder
- 1990/91 Wieder im Gehäuse
- 1992 Chamäleon
- 1995 Bäume

### Zeichnungen (Auswahl)
- 1997 Großer Stampf
- 1998 Haus
- 1999/2000 Sägehai
- 2006 Hände
- 2008 Landaufenthalt

## Ausstellungen (unvollständig)

### Einzelausstellungen
- 1973 Bernburg Museum im Schloss
- 1975 Dresden Kunst der Zeit
- 1978 Leipzig Georg-Maurer-Bibliothek
- 1980 Merseburg Museum Kunstkabinett
- 1981 Bautzen Staatlicher Kunsthandel der DDR
- 1985 Leipzig Galerie Nord
- 1996 Leipzig-Grünau Bibliothek
- 2000 Leipzig Kunstkaufhaus
- 2001 Galerie Süd Leipzig
- 2002 Berlin Insel-Galerie

### Ausstellungsbeteiligungen
- 1974 Grafik in der DDR, Berlin
- 1979 Buchillustration in der DDR, Berlin
- 1979 100 Ausgewählte Grafiken der DDR, Nicht blind, noch lahm Holzschnitt (18,5 × 13,8 cm)
- 1974, 1979, 1985 Bezirkskunstausstellung Leipzig
- 1977 bis 1988 VII. bis X. Kunstausstellung der DDR, Dresden
- 1986 100 Ausgewählte Grafiken der DDR, Gleich Holzschnitt (35,3 × 48 cm)
- 1992 Ausstellung des BBKL, Kunstkreis Holzminden
- 1993 Buchgrafik und Illustration, Kunsthalle Wilhelmshaven
- 1993 Ars Lipiensis, Ausstellung des BBKL, Kunsthalle Bonn
- 1993 Opus, Wort & Werk Leipzig,
- 1994 getrennt-vereint, Ausstellung der GEDOK, Altes Rathaus Leipzig
- 1995 Baum, Stadtbibliothek Leipzig
- 1998 100 Sächsische Grafiken: Haus 1998 (Gemeinschaftsarbeit mit Christine Ebersbach, Marita Schulz und Tatjana Petkova), Kaltnadel/Reservage/Ätzradierung, 2-farbig mit 10 Platten (26,7 × 23,8 cm)
- 2004 100 Sächsische Grafiken: Holzdrucke, (Gemeinschaftsarbeit mit Christine Ebersbach und Marita Schulz), Flügelfahne Holzschnitt (Flügeldeckel 30 × 970 cm)
- 2005 Galerie der GEDOK-Hamburg: sechshändig (Gemeinschaftsarbeit mit Christine Ebersbach und Marita Schulz)
- 2007 XYLON – Museum + Werkstätten Schwetzingen: Hexe Holzschnitt (49 × 42 cm)

## Auszeichnungen
- Schönste Bücher der DDR

1974 Ei der tausend zu Geschichten aus „Des Knaben Wunderhorn“ (Diplomarbeit 1973, HGB Leipzig)
1978 Ehrende Anerkennung für Der scharlachrote Buchstabe von Nathaniel Hawthorne (Verlag Neues Leben Berlin)
1978 Wie der Vogel – so das Lied von Isolde Gardos (Domowina-Verlag Bautzen)
1980 Eine fremde Frau und der Ehemann unter dem Bett von Margit Bräuer (Eulenspiegel-Verlag Berlin)
1984 Ehrende Anerkennung für Die Verwandlung und andere Tiergeschichten von Franz Kafka (Buchverlag Der Morgen)
1984 Ein Prager Sherlock Holmes von Ludwig Richter (Verlag der Nation Berlin)
1986 Bergmannssagen aus dem Erzgebirge von Dietmar Werner, Eberhard Neubert und Christa Jahr (VEB Deutscher Verlag für Grundstoffindustrie, Leipzig 1985)
- 1989 Internationale Buchkunst-Ausstellung Leipzig

Silbermedaille für Die Kalesche und andere Erzählungen von Nikolai Wassiljewitsch Gogol (Eulenspiegel-Verlag Berlin)
- 2000 100 Sächsische Grafiken

Anerkennung für Rost (Gemeinschaftsarbeit mit Christine Ebersbach, Marita Schulz und Tatjana Petkova) Farbradierung (645 × 875 cm)